# Leptictis
Leptictis is een geslacht van uitgestorven zoogdieren uit de Leptictida. Dit dier leefde tijdens het Eoceen en Oligoceen in Noord-Amerika.

## Fossiele vondsten
Fossielen van Leptictis zijn gevonden in de Verenigde Staten. Het geslacht verscheen in het laatste deel van de North American Land Mammal Age Uintan en overleefde tot in het begin van het Arikareean. Naast delen van het gebit zijn van Leptictis ook gedeeltelijke skeletten en schedels gevonden.

## Kenmerken
De voorpoten waren relatief kort, terwijl de achterpoten lang en slank waren. Aan de lange snuit zat waarschijnlijk een mobiele neus. Het gebit bestond uit kleine, scherpe tanden die geschikt waren voor het doorboren van het chitinepantser van insecten.